# 犬と肉

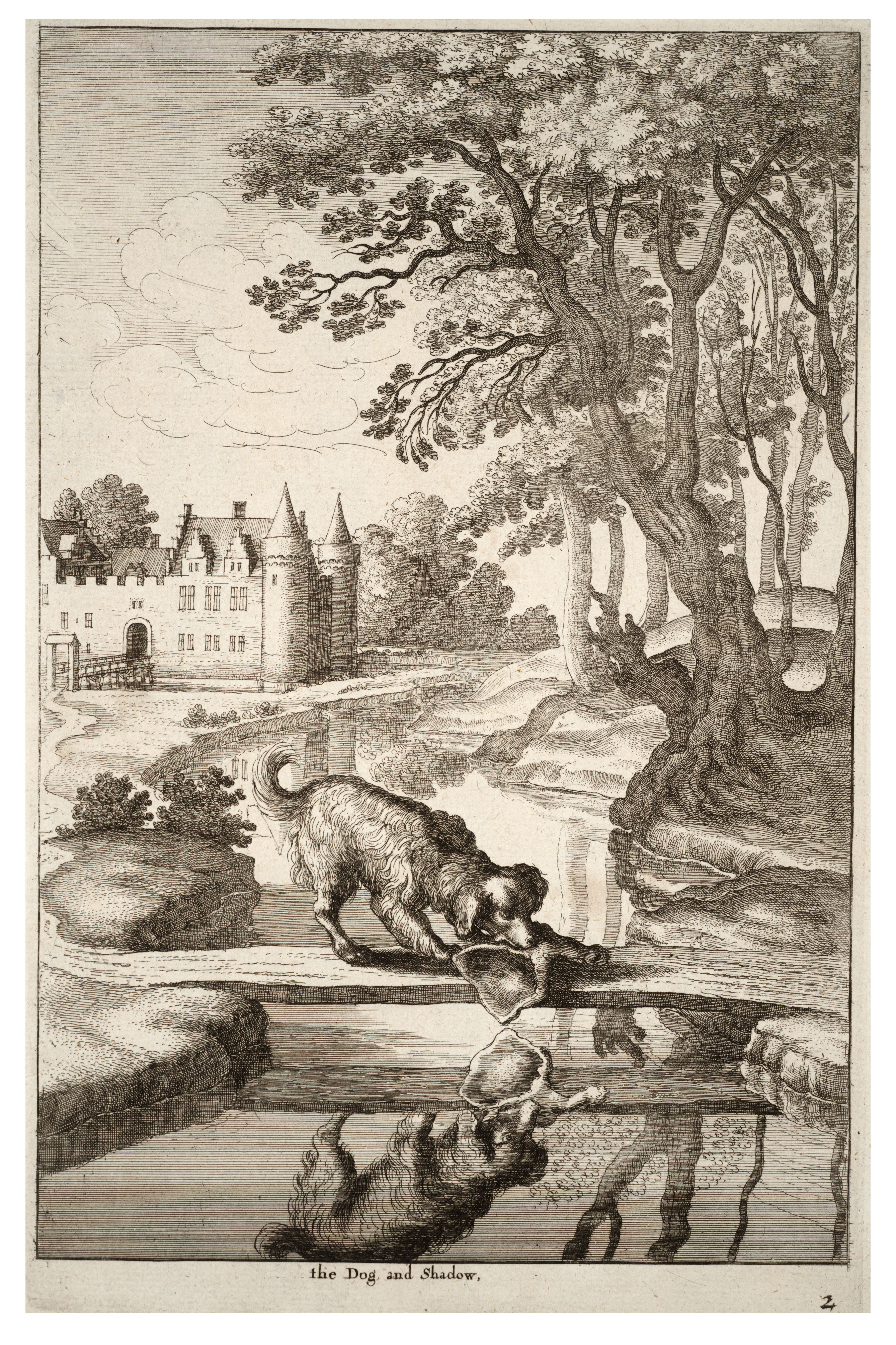
犬と肉

「犬と肉」（いぬとにく）もしくは「犬と骨」（いぬとほね）は、イソップ寓話の一つ。ペリー・インデックス133番。
「犬とその影」、「よくばり犬」、「よくばりの犬」とも言う。
日本では早くキリシタン版『エソポのハブラス』に見えており:185-186、明治時代以来の教科書において特に頻繁に採用されたイソップ寓話だった:267,273-274,281-285。

## あらすじ
ある犬が、肉（出典により骨だったりチーズだったりする場合がある）をくわえたまま橋を渡っていた。ふと下を見ると、見知らぬ犬が肉をくわえてこちらを見ている。犬はその肉が欲しくなり、脅すために吠えた。すると、くわえていた肉が川に落ちて流されてしまった。もう一匹の犬は、水面に写った自分自身の姿だったのである。

## 教訓
欲張ると、元も子も無くす。

## 類話
ジャータカの中にはこのような話がある。ジャッカルが肉をくわえて立っていると、川の中の魚が跳ねた。ジャッカルはくわえた肉を離して魚を取ろうとしたがつかまえる事はできず、口から離した肉は鳥に奪われてしまった。